# Christopher Awdry
Christopher Vere Awdry (Devizes, 2 de julho de 1940) é um autor inglês famoso por suas contribuições para a série Thomas e Seus Amigos, que foi iniciada por seu pai, o pastor anglicano Wilbert Awdry. Ele também escreveu livros infantis sobre outros personagens, também do mundo das ferrovias, bem como artigos de não-ficção e livros sobre a história das ferrovias e trens históricos. Ele nasceu em Devizes, porém a família mudou-se para Kings Norton, Birmingham, quando ele tinha apenas cinco meses de idade. Christopher foi educado em Worksop College, uma escola pública em North Nottinghamshire.